# Miriam Fussenegger
Miriam Fussenegger (geboren am 12. Oktober 1990 in Linz) ist eine österreichische Schauspielerin.

## Leben
Fussenegger besuchte den musisch-kreativen Zweig in der Hamerlingschule in Linz, Oberösterreich. Nach der Schule studierte sie ab 2010 am Max-Reinhardt-Seminar in Wien, war jedoch schon vor ihrem Abschluss 2014 in mehreren Bühnenproduktionen zu sehen. Beispielsweise spielte sie 2010 in Markus Steinwenders Inszenierung von Kasimir und Karoline im Kulturhaus Bruckmühle, 2012 in Klaus Pohls Anatol-Variation Maries Leben am Schönbrunner Schlosstheater und 2013 die Titania in Nikolai Sykoschs Inszenierung des Sommernachtstraums.
Weiters spielte sie während ihrer Ausbildung den Ariel in Shakespeares Der Sturm und Anna in Tropfen auf heiße Steine von Rainer Werner Fassbinder.
Im März 2014 übernahm sie in der Inszenierung von Rieke Süßkow die Rolle der Frau Kovacic in Werner Schwabs Volksvernichtung oder meine Leber ist sinnlos am nicht.THEATER Ensemble in einem Musterhaus der Blauen Lagune.
Bei den Salzburger Festspielen 2015 spielte sie die Lucy Brown in der Dreigroschenoper. Im Sommer 2016 übernahm sie mit 25 Jahren als bisher Zweitjüngste die Rolle der Buhlschaft im Salzburger Jedermann.
Es folgten unter anderem Arbeiten am Werk X im Stück Die Stunde zwischen Frau und Gitarre von Clemens J. Setz; sowie in einer Adaption des G'wissenswurm von Ludwig Anzengruber, am Stadttheater Klagenfurt als Gwendolen Fairfax in Ernst ist das Leben (Bunbury) von Elfriede Jelinek nach Oscar Wilde unter der Regie von Michael Sturminger; bei den Sommerspielen Perchtoldsdorf und am Rabenhof Theater im Stück JA, EH! Beisl, Bier und Bachmannpreis von Stefanie Sargnagel. 2022 spielt sie am Volkstheater Wien im Rahmen der Bezirke Bilder deiner großen Liebe von Wolfgang Herrndorf unter der Regie von Calle Fuhr.
Seit 2015 steht sie vermehrt für Film und Fernsehen vor der Kamera, unter anderem unter der Regie von Andreas Prochaska, Andreas Schmied oder Thomas Roth.

## Filmografie
- 2015: SOKO Donau – 14 Jahre tot (Fernsehserie)
- 2015: Landkrimi – Der Tote am Teich (Fernsehfilm)
- 2017: Maximilian – Das Spiel von Macht und Liebe (Fernsehdreiteiler)
- 2017: Für dich dreh ich die Zeit zurück (Fernsehfilm)
- 2018: Cops
- 2018: Landkrimi – Der Tote im See (Fernsehfilm)
- 2019–2020: Walking on Sunshine (Fernsehserie)
- 2022: Alles finster (Fernsehserie)
- 2022: Landkrimi – Zu neuen Ufern (Fernsehfilm)
- 2022: Schächten
- 2022: Vienna Blood – Der Schattengott (Fernsehreihe)
- 2023: SOKO Linz – Tödliche Ernte (Fernsehserie)
- 2023: Hals über Kopf
- 2024: Die Toten vom Bodensee – Atemlos (Fernsehreihe)
- 2024: Zitronenherzen (Fernsehfilm)
- 2025: Alpentod – Ein Bergland-Krimi: Alte Wunden (Fernsehreihe)